# Micranthes merkii
Micranthes merkii är en stenbräckeväxtart som först beskrevs av Fisch. och Kaspar Maria von Sternberg, och fick sitt nu gällande namn av Reidar Elven och D.F.Murray. Micranthes merkii ingår i släktet rosettbräckor, och familjen stenbräckeväxter. Utöver nominatformen finns också underarten M. m. idsuroei.